# Cerceis pravipalma
Cerceis pravipalma är en kräftdjursart som beskrevs av Harrison och David Malcolm Holdich 1982. Cerceis pravipalma ingår i släktet Cerceis och familjen klotkräftor. Inga underarter finns listade i Catalogue of Life.